# 朱利安·皮耶
朱利安·皮耶（法語：Julien Pillet，1977年9月28日—），法国男子击剑运动员。他曾参加2000年、2004年和2008年三届夏季奥运会，共获得两枚金牌和一枚银牌，均来自男子佩剑团体小项。